# Mellsta göl
Mellsta göl är en sjö i Kinda kommun i Östergötland och ingår i Motala ströms huvudavrinningsområde. Sjöns area är 0,044 kvadratkilometer och den befinner sig 158 meter över havet.